# Ludwig Vörg
Ludwig Vörg (Munique, 19 Outubro 1911 — Rússia, 22 Junho 1941) foi alpinista alemão. Escalou em 1938 a face norte do Eiger .
No monte Ouchba (Cáucaso) efectua a primeira ascensão da face Oeste em 1936. Foi durante esta ascensão que lhe foi dado o pseudónimo de O rei do bivouac.
Ludwig Vörg morreu no primeiro dia da Operação Barbarossa, a operação militar alemã para invadir a União Soviética, iniciada em 22 de junho de 1941.

## Alpinismo
Ludwig Vörg e Mathias Rebitsch tinham previsto a ascensão da face norte do Eiger em 1937 quando souberam que dois alpinistas austríacos se encontravam bloqueados na face nordeste. Tentam juntar-se-lhes tomando a Via Lauper, mas também eles têm que se debater com uma grande tempestade e não podem socorre-los. Mais tarde souberam que que Franz Primas tinha sido descido mas que Bertl Gollackner havia morrido a 150 m do cume.
É com Anderl Heckmair que tentou a face norte do Eiger e conseguem juntar-se à cordada formada por Heinrich Harrer e por Fritz Kasparek que havia partido em antes. Os quatro atingem a cimo a 24 de Julho de 1938.